# Säve flygplats
Säve flygplats, under en period Göteborg City Airport (IATA: GSE, ICAO: ESGP), är en flygplats på Hisingen. Flygplatsen har varit den åttonde största i Sverige och den har i hög grad trafikerats av lågprisflyg som Ryanair och Wizz Air. I januari 2015 beslutade Swedavia att lägga ner den kommersiella trafiken och istället satsa på ombyggnaden av Göteborg-Landvetter flygplats. Detta resulterade i att alla flygbolag som tidigare trafikerade denna flygplats övergick till Landvetter. Kvar på Säve flygplats är privatflyg, polis- och räddningsflygverksamhet.

## Läge
Flygplatsen ligger 14 kilometer nordväst om centrala Göteborg och var 2001–2014 stadens andra internationella flygplats. Trots att den ligger närmare centrum än Landvetter, är restiden från centrum ungefär densamma. Flygplatsen ligger på norra delen av det område, där Säve flygbas med flygflottiljen Göta flygflottilj (F 9) fanns fram till 1969.

## Historia
Säve flygplats anlades 1940 som en militär flygflottilj och bland annat byggdes atombombsäkra underjordiska hangarer, som nu är en del av Aeroseum. Flygflottiljen lades ner 1969, och 1984 började man anpassa Säve flygplats för tyngre luftfart, varvid banan förlängdes med omkring 400 meter.
Luftfartsverket gick 2000 in som delägare i flygplatsens driftbolag tillsammans med Volvo och Göteborgs kommun och vid denna tidpunkt ändrades namnet till Göteborg City Airport. I februari 2017 ändrades namnet tillbaka till Säve flygplats.
År 2001 öppnade Ryanair sin första linje till London och trafiken utökades därefter till omkring femton destinationer. År 2007 byggdes terminalen om och ankomst- och avgångshallarnas yta fördubblades.
Den 26 november 2014 stoppades flygtrafiken med tyngre flygplan på grund av bärighetsproblem på taxibana. Den 13 januari 2015 meddelades att ägarna (Swedavia, Volvo och Göteborgs kommun) beslutat lägga ned flygplatsen, eftersom kostnaden på 250 miljoner för att bygga om taxibanan ansågs vara för hög. Denna siffra hade kraftigt ifrågasatts av sakkunniga och var omdebatterad. Statliga Swedavia tog över allt ägande för en symbolisk summa. Den sista reguljära flygningen utfördes av Sparrow Aviation till Bromma den 18 januari 2015.
Den 11 maj 2016 köpte Serneke upp flygplatsen och presenterade samtidigt en vision för flygplatsens framtid. Förutom verksamhet för allmänflyget och 112-verksamhet ville Serneke att motorverksamhet skulle äga rum på området, men också utbildningar och event. 2017 meddelade Serneke att de tillsammans med Bodyflight Stockholm AB skulle låta uppföra världens högsta vertikala vindtunnel på Säve flygplats. Den skulle användas för Bodyflight och beräknades stå klar 2018.
I juli 2018 konkretiserades Sernekes planer med en industriell blandstad med plats för Göteborgs industri och näringsliv att expandera på. I de nya planerna för Säve skulle den industriella blandstaden växa fram på en markyta motsvarande 1 500 000 kvadratmeter (av de totalt cirka 3 100 000 kvadratmeter som Serneke ägde i området).
Kontrolltornet stängde i december 2016 och flygplatsen var under en period en s.k. okontrollerad flygplats. I april 2018 återöppnades kontrolltornet.
År 2018 köptes flygplatsen av Castellum AB.
Åren 2019-2020: Castellum formade planerna för utvecklingsområdet kring flygplatsen, och utvecklingsområdet fick namnet Gateway Säve. Castellum planerade att skapa en plats för framtidens hållbara logistik och mobilitet sida vid sida med dagens flygverksamhet.
Åren 2023-2024: Castellum har ändrat sig och kommer att satsa på logistik i området. Det är mycket osäkert om flygtrafik får vara kvar.

## Myndigheter och säkerhet

### Polisflyget
Polisflyget har en hangar på flygplatsen med två polishelikoptrar och polisens flygskola ligger här.

### Sjöräddningshelikopterverksamheten
Sjöfartsverkets helikopterverksamhet har sitt huvudkontor och en av sina fem flygbaser på Säve flygplats.

### Flygplatssäkerhet
Driftbolaget handhade all säkerhetstjänst. Flygplatsens räddningstjänst sköts av den kommunala räddningstjänsten i Storgöteborg.

### Gränspolisen
Gränspolisen gjorde kontroll av pass i samband med resa till eller från Storbritannien. Nationella id-kort som följer EU-standard gällde enligt svenska särregler inte för sådana resor. Provisoriska pass utfärdades inte på denna flygplats, utan närmaste plats för det ligger i centrala Göteborg.

### Frivilliga Flygkåren
Frivilliga Flygkåren utgår från Säve för bland annat brandflyg och sjöbevakning.

## Till och från flygplatsen

### Buss
Flygbussar körde till Nils Ericssonterminalen med anpassning till flygplanens avgångs- och ankomsttider. Restid: 25 minuter. Denna linje lades ned 15 december 2014. Västtrafik har fortfarande bussar från en hållplats vid vägkorsningen 500 m bort. Andelen som åkte kollektivt till flygplatsen var år 2007 17 procent av flygpassagerarna och 1 procent av de flygplatsanställda.

### Parkering
I anslutning till terminalbyggnaden fanns cirka 1 200 avgiftsbelagda parkeringsplatser för långtidsparkering. Dessutom erbjöd några privata företag långtidsparkering inomhus.

## Flygbolag och destinationer
Ingen linjetrafik bedrivs sedan november 2014. Dessförinnan gick följande linjer:
| Flygbolag                                 | Destinationer |
| ----------------------------------------- | --- |
| Gotlandsflyg (genom Golden Air)           | Visby |
| Ryanair                                   | Alicante, Beauvais, Brussels-Charleroi, Budapest, Hahn, London-Stansted, Málaga, Milano-Bergamo, Palma de Mallorca, Rome-Ciampino Under högsäsong: Alghero-Fertilia, Klagenfurt, Marseille, Pisa, Trapani, Girona |
| Wizz Air                                  | Belgrad, Budapest, Gdańsk, Skopje, Tuzla, Warszawa-Modlin |
| Sparrow Aviation (utförs av BMI Regional) | Stockholm-Bromma |

## Passagerarstatistik
| Passagerarstatistik - Göteborg City Airport    | Passagerarstatistik - Göteborg City Airport | Passagerarstatistik - Göteborg City Airport | Passagerarstatistik - Göteborg City Airport | Passagerarstatistik - Göteborg City Airport |
| ---------------------------------------------- | ------------------------------------------- | ------------------------------------------- | ------------------------------------------- | ------------------------------------------- |
|                                                |                                             |                                             |                                             |                                             |
| År                                             |                                             |                                             | Passagerare                                 |                                             |
| 1997                                           | 1997                                        |                                             | 16 936                                      | 16 936                                      |
| 1998                                           | 1998                                        |                                             | 13 055                                      | 13 055                                      |
| 1999                                           | 1999                                        |                                             | 6 704                                       | 6 704                                       |
| 2000                                           | 2000                                        |                                             | 2 976                                       | 2 976                                       |
| 2001                                           | 2001                                        |                                             | 90 508                                      | 90 508                                      |
| 2002                                           | 2002                                        |                                             | 193 002                                     | 193 002                                     |
| 2003                                           | 2003                                        |                                             | 304 095                                     | 304 095                                     |
| 2004                                           | 2004                                        |                                             | 433 935                                     | 433 935                                     |
| 2005                                           | 2005                                        |                                             | 499 293                                     | 499 293                                     |
| 2006                                           | 2006                                        |                                             | 535 997                                     | 535 997                                     |
| 2007                                           | 2007                                        |                                             | 743 809                                     | 743 809                                     |
| 2008                                           | 2008                                        |                                             | 842 120                                     | 842 120                                     |
| 2009                                           | 2009                                        |                                             | 728 890                                     | 728 890                                     |
| 2010                                           | 2010                                        |                                             | 714 798                                     | 714 798                                     |
| 2011                                           | 2011                                        |                                             | 772 669                                     | 772 669                                     |
| 2012                                           | 2012                                        |                                             | 807 763                                     | 807 763                                     |
| 2013                                           | 2013                                        |                                             | 863 140                                     | 863 140                                     |
| 2014                                           | 2014                                        |                                             | 757 693                                     | 757 693                                     |
| 2015                                           | 2015                                        |                                             | 2 121                                       | 2 121                                       |
| Källa: Transportstyrelsens flygplatsstatistik. |                                             |                                             |                                             |                                             |

## Övrigt
På flygplatsen finns flygklubbarna Chalmers flygklubb, Aeroklubben i Göteborg samt Svensk Pilotutbildning som bedriver tvåårig trafikflygarutbildning. I nära anslutning till flygplatsen ligger flygmuseet Aeroseum i bergshangarer byggda under kalla kriget. Varje år i slutet på augusti arrangeras sedan 2008 Göteborg Aero Show av Aeroseum. På den korta banan (04/22) som inte användes av trafikflyget körs ofta dragracing.

## Galleri

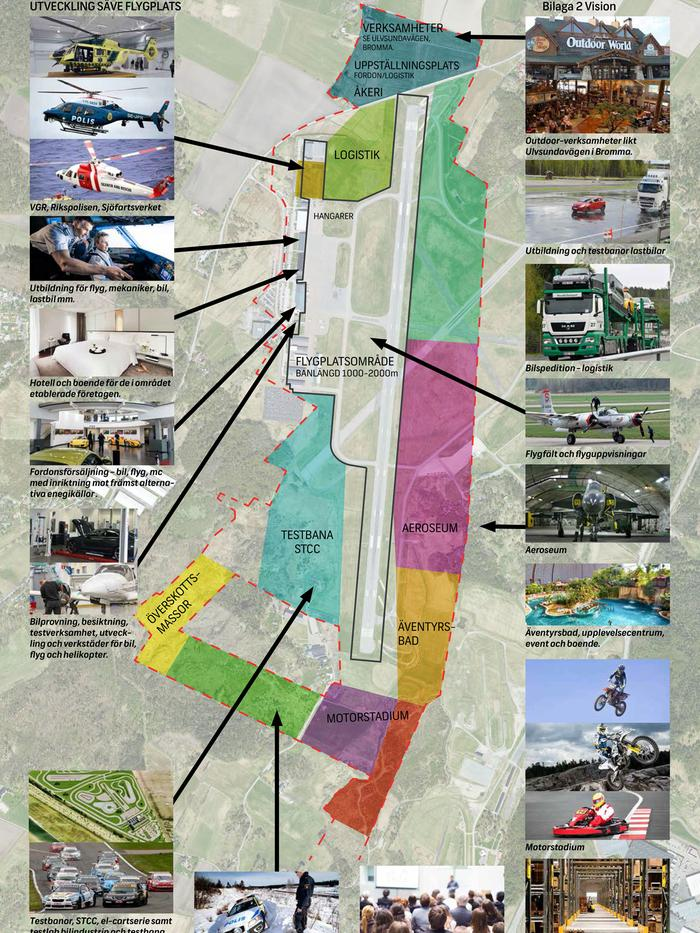
Vision från 2016 för Säve flygplats framtid
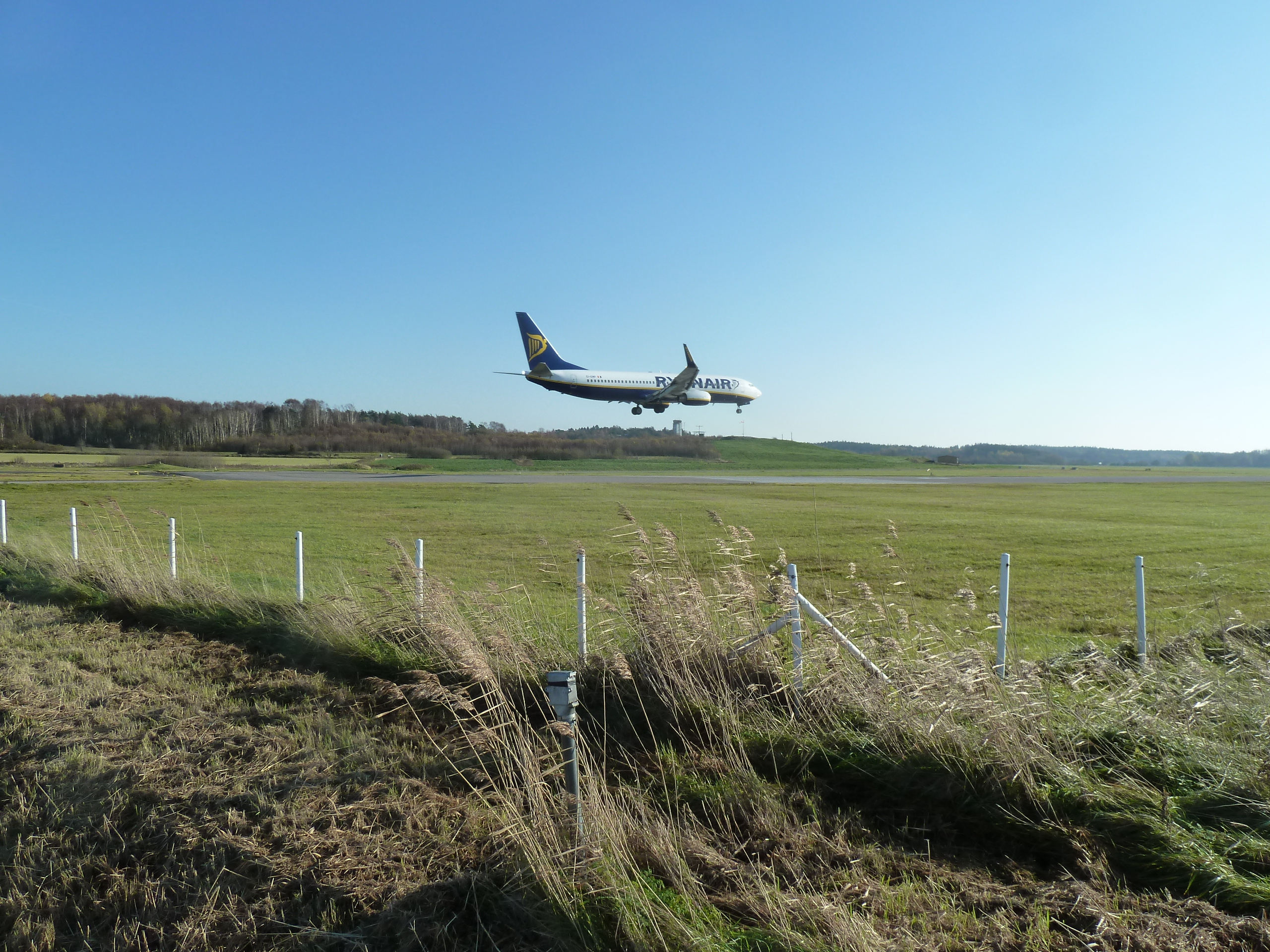
Landande plan
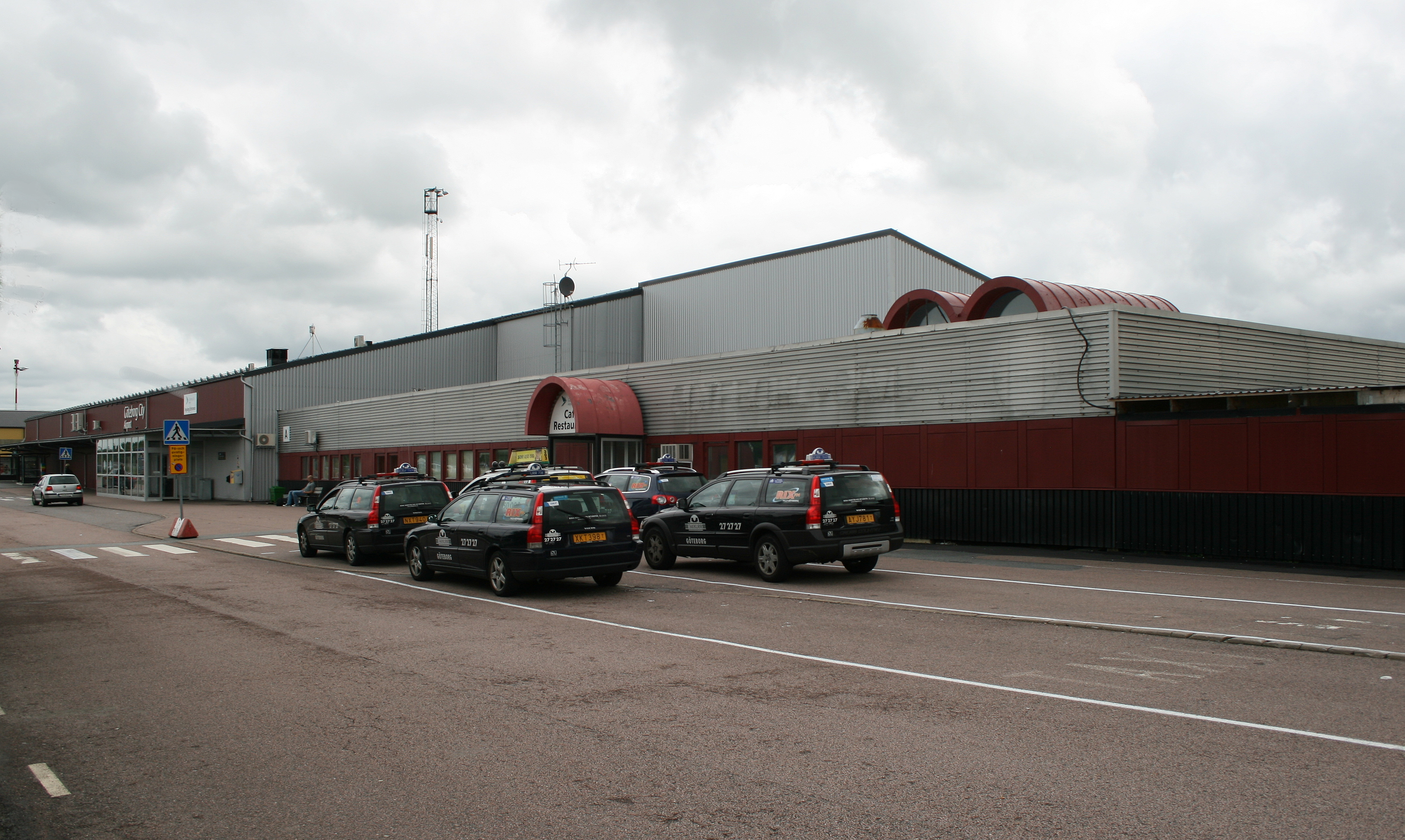
Terminalbyggnaden
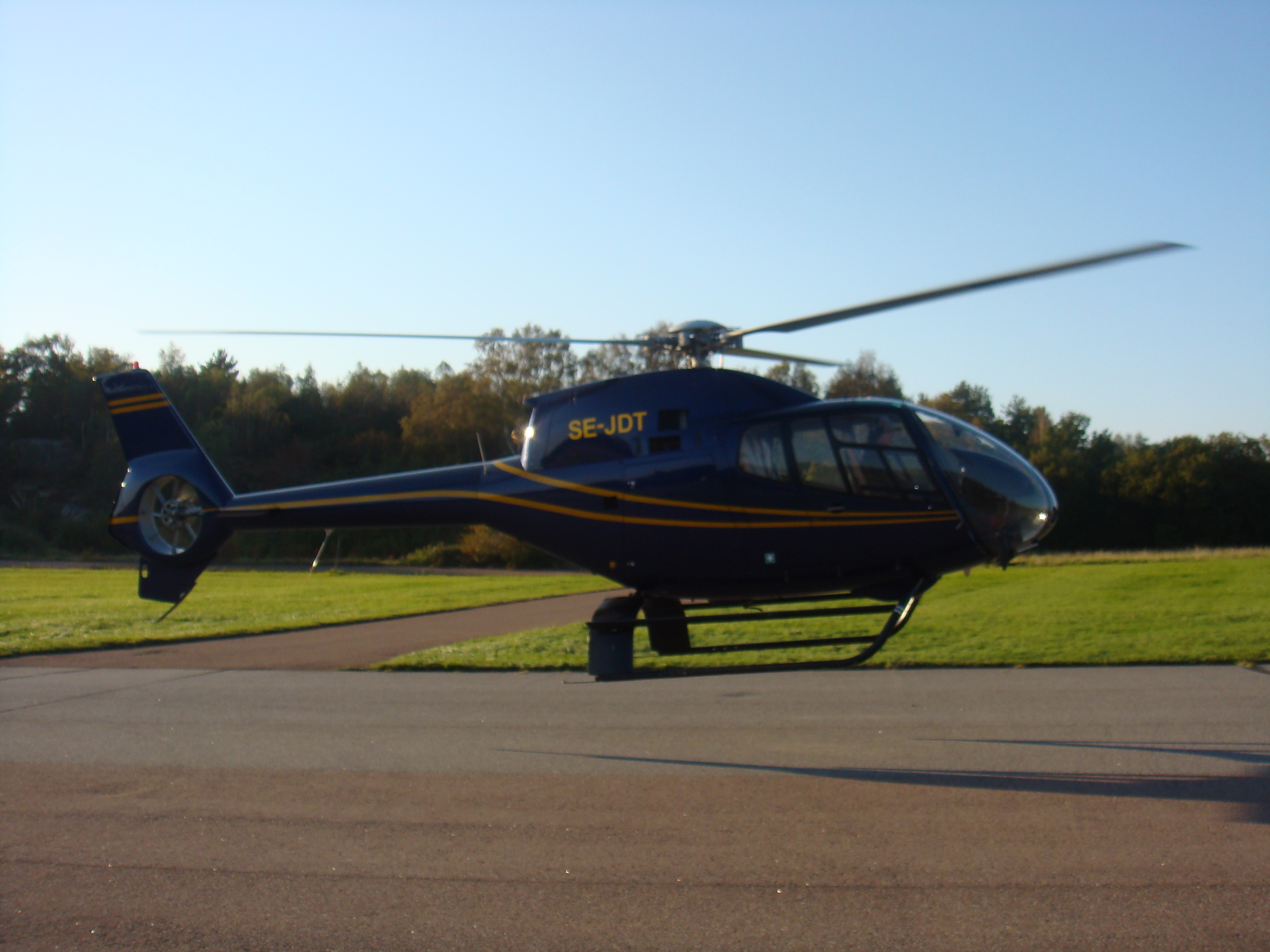
Nuförtiden flyger man mycket helikoptrar vid Säve flygplats.
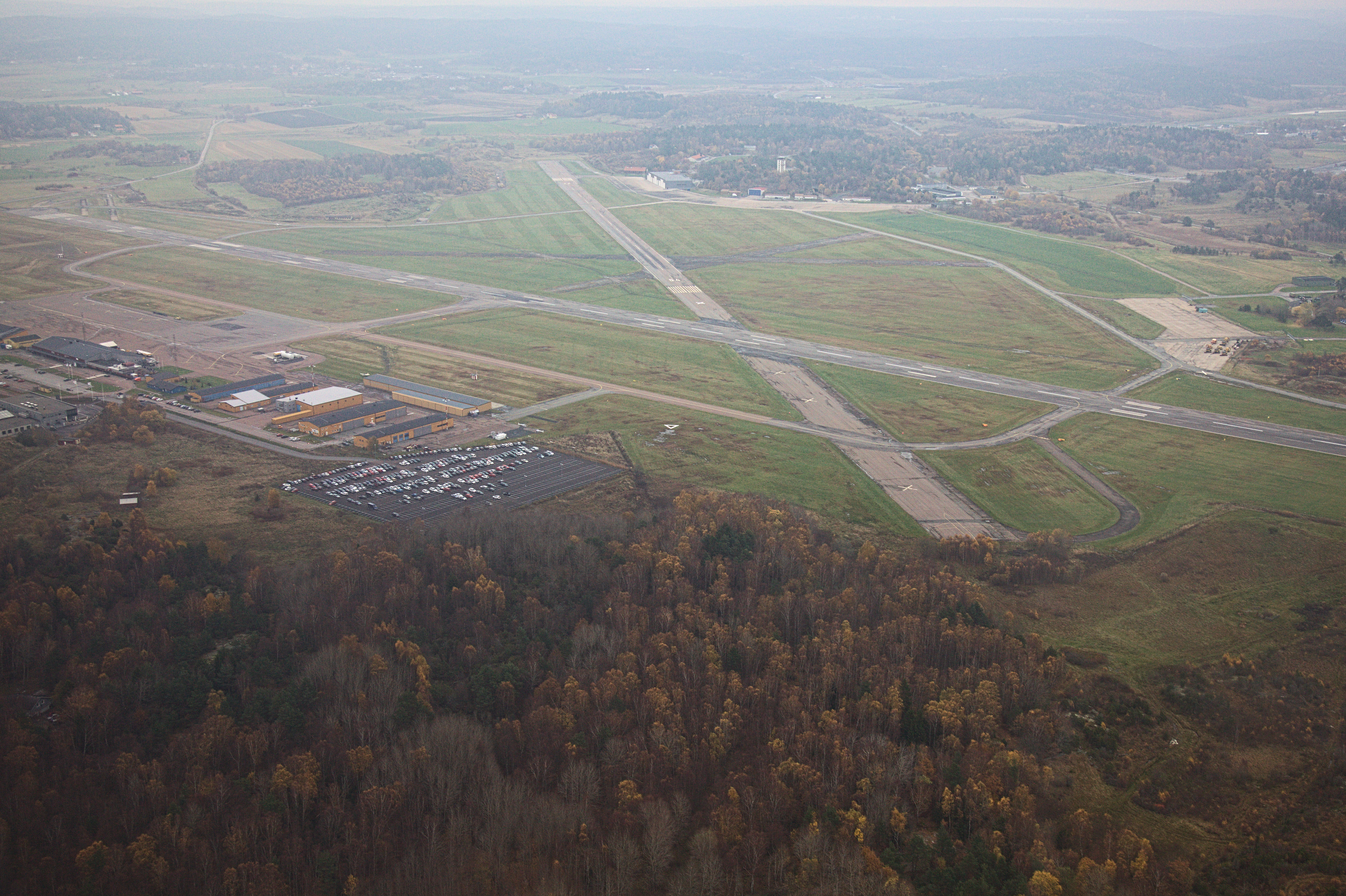
Hela flygplatsområdet 2013.
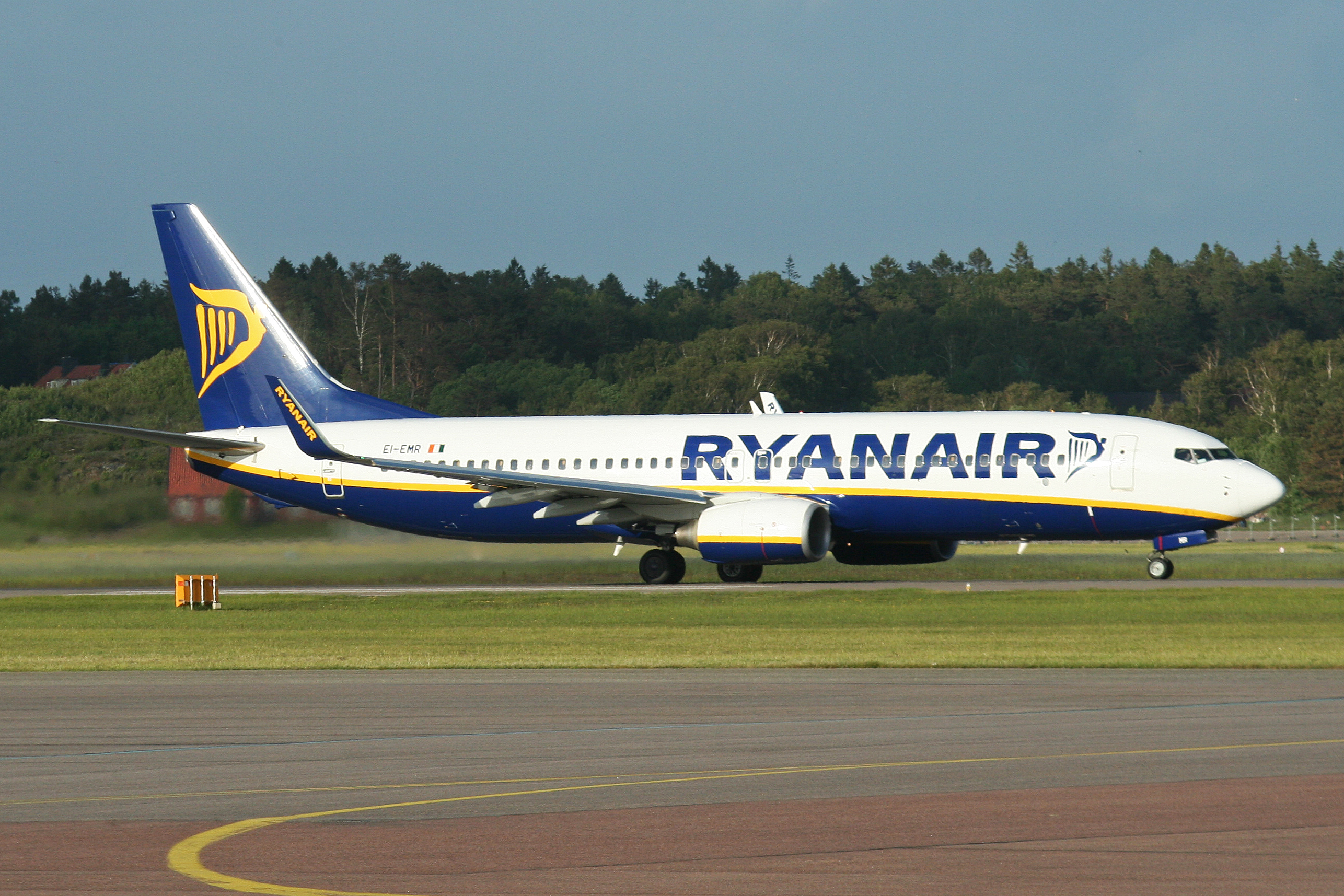
Ryanair-plan taxar till startbanan